# Eluvium
Eluvium est le pseudonyme du musicien d'ambient et de musique expérimentale Matthew Cooper, habitant actuellement à Portland.  Il est né dans le Tennessee et a grandi à Louisville avant de déménager dans le Nord-ouest, région connue pour sa fertilité en musique expérimentale de tout genre incluant shoegazing, musique électronique, musique minimaliste et piano. Ses albums sont souvent accompagnés d'artworks et de photographies par Jeannie Lynn Paske.
Eluvium est actuellement sous contrat avec le label indépendant Temporary Residence Limited.

## Autres projets: Window Exchange, Concert Silence
Cooper est également associé à Charles Buckingham, avec qui il a travaillé sur le projet de vidéo ambient intitulé Window Exchange, pour produire Concert Silence. À l'automne 2007, Concert Silence a réalisé 09.22.07 [2-3pm], un morceau instrumental de 51 minutes.

## Discographie

### Albums
- Lambent Material  (2003, Temporary Residence Limited)
- An Accidental Memory in the Case of Death  (2004, Temporary Residence Limited)
- Talk Amongst the Trees  (2005, Temporary Residence Limited)
- Copia  (2007, Temporary Residence Limited)
- Similes  (2010, Temporary Residence Limited)
- Static Nocturne  (2010, Watership Sounds)
- Nightmare Ending (2013, Temporary Residence Limited)
- False Readings On (2016, Temporary Residence Limited)
- Shuffle Drones (2017, Temporary Residence Limited)
- Pianoworks (2019, Temporary Residence Limited)
- Virga I (2020, Temporary Resident Limited)

### Singles, EP et splits
- Travels in Constants Vol. 20 (2005, Temporary Residence Limited)
- When I Live by the Garden and the Sea  (2006, Temporary Residence Limited)
- Jesu/Eluvium split  (2007, Temporary Residence Limited)
- Leaves Eclipse the Light (2010, Temporary Residence Limited)
- The Motion Makes Me Last (2010, Temporary Residence Limited)
- Pedals b/w Petals (2013, Vinyl Films 10")
- Catalin (2014)
- Wisdom for Debris (2014)

### Compilations
- Indecipherable Text (2007, Sensory Projects, Australia)

Sorti en Australie, combine 'Lambent Material' et 'Talk Amongst the Trees' ainsi que trois pistes additionnelles.

### Apparitions
- Various artists - Thankful  (2005, Temporary Residence Limited)

"Carousel"
- Various artists - Tempset - (Re)Mix Tape  (2006, Temporary Residence Limited)

apparait sur quatre pistes de ce CD de remix réalisé pour le dixième anniversaire de Temporary Residence Limited, en septembre 2006
- Explosions in the Sky - All of A Sudden, I Miss Everyone  (2007, Temporary Residence Limited)

"So Long, Lonesome (Eluvium Mix)" (Ce remix de Matthew Cooper est présent sur le CD bonus )
- Concert Silence - 09.22.07 [2-3pm] (2007, avec Charles Buckingham, auto-distribué sur le site web)
- Props Summer 2004 BMX Scene Report.